# الحرب الشاملة: الممالك الثلاث
الحرب الشاملة: الممالك الثلاث (بالإنجليزية: Total War: Three Kingdoms)‏ هي لعبة استراتيجية تناوب الأدوار وتكتيك الوقت الحقيقي من تطوير شركة ذا كريتيف أسمبلي ونشر شركة سيجا، صدرت اللعبة في 23 مايو 2019 على أجهزة مايكروسوفت ويندوز، ماك أو إس ولينكس.